# Jean Cédile
Jean Cédile, né le 26 janvier 1908 à Pointe-à-Pitre et mort le 13 février 1984 à Saint-Cloud, est un haut fonctionnaire français. D'abord administrateur colonial, il est officier des Forces françaises libres pendant la Seconde Guerre mondiale et est nommé compagnon de la Libération par décret du 22 janvier 1946. Il tente de rétablir l'autorité française à Saïgon à la veille de la guerre d'Indochine et sert ensuite après-guerre dans diverses administrations liées aux colonies et à la France d'outre-mer, puis à l'énergie atomique.

## Biographie
Jean Cédile naît dans la famille d'un négociant en Guadeloupe. Il rentre en métropole, en 1914, avec sa famille où il poursuit ses études au collège d'Auxerre, puis à la faculté de droit et enfin à l'École coloniale où il est reçu major de sa promotion. Il est également diplômé de l'Institut des langues orientales. Il sert comme administrateur colonial au Cameroun de 1932 à 1940. 
Mobilisé en 1940 en tant que lieutenant de réserve, il rejoint les Forces Françaises Libres du général de Gaulle et prend part à l'invasion de la Syrie et du Liban, à la campagne en Égypte et en Libye, puis à la campagne de Tunisie. Il devient en 1943 chef de cabinet de René Pleven, commissaire aux colonies du Comité français de libération nationale d'Alger. Il termine la guerre avec le grade de chef de bataillon.
En mars 1944, il est envoyé à Ceylan et en Birmanie et mène des opérations de renseignement dans la Chine de Tchang Kaï-chek. Alors que l'Indochine est secouée par la révolution d'Août d'Hô Chi Minh, Cédile est parachuté le 22 août 1945 en Cochinchine, près de Saïgon, pour y représenter le GPRF du général de Gaulle, en tant que commissaire de la République, avec pour tâche de restaurer l'autorité française. Le commandant Cédile et ses accompagnateurs sont rapidement capturés par les Japonais. Ces derniers, afin d'humilier le représentant français, le dépouillent de ses vêtements et le ramènent prisonnier à Saïgon dans le plus simple appareil.
Une fois relâché, Cédile entame des négociations avec les comités du Sud représentant Hô-Chi-Minh et doit préparer la venue de hauts représentants (en l'occurrence ce sera le général Leclerc à qui sera confiée cette mission, mais il n'arrive que début octobre, après les massacres d'Européens et de leurs employés en septembre) et assurer la transition avec l'administration vichyste de l'amiral Decoux, qui s'est compromis par une attitude violemment discriminatoire vis-à-vis des opposants à Vichy. Il le rencontre le 31 août pour lui signifier sa disponibilité. Decoux est renvoyé en France le 1er octobre.
Finalement, Cédile échoue dans ses négociations avec le Việt Minh et rentre en France ; la France obtient toutefois, grâce aux Britanniques, le droit de recevoir (avec un temps de retard) la capitulation des Japonais en Cochinchine. Il obtient aussi du général britannique Douglas David Gracey, commandant la 20e division indienne chargée du désarment des Japonais, la libération et le réarmement des militaires français encore internés par les Japonais depuis le coup de force du 9 mars 1945. Ces troupes viendront en renfort du corps léger d'intervention dans les opérations contre les groupes du Viêt Minh.
Commissaire de la République au Togo en 1948, il devient en 1951 secrétaire général du Gouvernement de l'Afrique-Équatoriale française, puis en 1958 directeur du cabinet du ministre de la France d'Outre-mer Bernard Cornut-Gentille. Il est, de 1958 à 1963, directeur des territoires d'outre-mer (TOM) au ministère des DOM-TOM, puis termine sa carrière au ministère des Armées, de 1963 à 1967, en tant que conseiller politique à la direction des centres d'expérimentations nucléaires. En 1976, il est élu membre de l'Académie des sciences d'outre-mer. Il prend sa retraite dans l'Yonne et meurt à Saint-Cloud.

## Décorations
- Grand officier de la Légion d'honneur
- Compagnon de la Libération par décret du 22 Janvier 1946[2]
- Croix de guerre 1939–1945
- Croix de guerre des Théâtres d'opérations extérieurs
- Officier de l'Instruction publique
- Médaille coloniale
- Commandeur de l'Étoile noire (Bénin)
- Commandeur de l'ordre du Nichan el Anouar
- Commandeur de l'ordre royal du Lion (Belgique)
- Commandeur de l'ordre d'Orange-Nassau (Pays-Bas)